# Pritchardia mitiaroana
Pritchardia mitiaroana är en enhjärtbladig växtart som beskrevs av John Dransfield och Y.Ehrh. Pritchardia mitiaroana ingår i släktet Pritchardia och familjen Arecaceae. Inga underarter finns listade i Catalogue of Life.